# Platygaster hiemalis
Platygaster hiemalis is een vliesvleugelig insect uit de familie van de Platygastridae. De wetenschappelijke naam van de soort is voor het eerst geldig gepubliceerd in 1888 door Forbes.